# 政宗一成
政宗 一成（まさむね いっせい、1948年12月2日 - ）は、日本の元男性声優、元俳優、元ナレーター。株式会社夢吽空（むんく）主宰。広島県呉市出身。

## 来歴
1948年、井上家の長男として広島県で誕生。3〜4才の時に両親が様々な事情で離婚し、広島県呉市の酒・醤油・味噌問屋の父方の岡田家の養子となる。
幼少期は父が太平洋戦争で中国支那で患った結核の影響で擬似結核に感染、病院生活を余儀なくされ、幼稚園も小学1年生も経験しなかった。1年生の時に父を亡くし、遺言で小学2年生に進級したが、「イ・ロ・ハ」のイの字も書けず、小学6年生まで常に成績はビリだったという。
中学1年生より後、養母で父の姉に進められ広島から上京し、1日15時間の勉強の一方、月給4,000円の新聞配達3年を経て、超進学高等学校に進学。
数学、物理、化学が全く出来なかったため、東京大学の受験に失敗し、早稲田大学、上智大学、青山学院大学を受験し、青山学院大学経済学部に進学。放送研究部部長を務めていたが、安保闘争の拠点が青山学院大学に移転したことでそれに巻き込まれていたという。
その後、養母を亡くし、遺産当時2,000万円全てを受け継ぐが4年間で使い果たしたため、親戚には全て縁を切られてしまったという。
青山学院大学経済学部卒業後、讀賣新聞編集局、編成部軟派（社会面）担当。
当時の前述の安保のころで、社会的な問題も多く、閉塞感、無力感がただよっており、政治部、社会部に配属された記者が、学生時代に描いていた理想とのギャップ、会社との軋轢などに悩み自殺していく姿を政宗は何人も見ていた。その時に「一体自分に何ができるんだろう」と考えていたという。
新聞の14版の締切を終えて家に帰る時、ラジオ『JET STREAM』から流れる城達也のナレーションに魅了され、「ナレーターになってやろう」と思い、俳協養成所に中途入所（1期生）。当時は、ナレーター専門の養成所はなく、養成所で俳優の勉強を始めていたところ、20代のうちから声優としての仕事が入り、その後はナレーターに転身。師は城達也、小林恭治、千田是也、滝沢修、木下順二、宇野重吉、山本安英等。
養成所時代は日本舞踊、ダンスなどもしていたが、講師に 「なんでこんなことをしなくちゃいけないんだ」と文句を言っていたという。
養成所時代は腹式呼吸を教えてもらったが、丹田呼吸が正しいと考えており、ラグビー、柔道など体育会系を経験し、丹田呼吸を知っていたため、そう思ったという。
東京俳優生活協同組合（俳協）理事を経て、シグマ・セブンの立ち上げ7名の中心の1人。シグマ・セブン監査役8年。その後、声優の中でも「言霊」という言葉に魂を宿らせることができる人物は、少なく、そういう感性、技術を教えられる人物は少なく、「こんな現状ではいけない」と思い、1997年に独立して夢吽空を設立。代表取締役・主宰。
2018年12月2日をもって、日本俳優連合を離脱、テレビ、ラジオ業界から撤退した。現在は書籍、朗読CDなどの制作・販売や、インターネット配信などを主として活動している。

## 人物
正宗 一成の表記もある。本名および旧芸名は岡田 道郎（おかだ みちろう）。1978年に政宗一成に改名。芸名の名付け親は占い師の王麗華。出生名は井上 道郎（いのうえ みちろう）。東映の岡田茂は母の従兄弟、岡田裕介は本人のはとこにあたる。
声種はローバリトン。
テレビ、CMなどのナレーションで幅広く活躍している。
テレビ番組のナレーターとしての活動が多い。
政宗は感性で文章を読むことしかできないが、「ぜひ政宗さんにお願いします」、「これは政宗さんでなくてはできません」というような依頼をくれるようになったという。
そのおかげで通常のテレビのナレーションなどとはかなり違うタイプの仕事もたくさんくれるようになったという。

## 出演
太字はメインキャラクター。

### テレビアニメ
1976年
- アンデス少年ペペロの冒険（ワサン）
- グロイザーX（吉田局長、ダガー元帥 他）
- ドカベン（1976年 - 1979年、麻島、子分B）
- 新ドン・チャック物語（ゴットタイガー、バッファロー、シーサー 他）
- 母をたずねて三千里（バルトロメオ）
- ブロッカー軍団IVマシーンブラスター（兵、発田一郎、モグール兵）
- 妖怪伝 猫目小僧（連太郎、地獄もどき、五作、恒作、悪霊、木野先生、之助）

1977年
- あしたへアタック!
- あらいぐまラスカル
- 家なき子
- 合身戦隊メカンダーロボ（山本勝之総司令官）
- ヤッターマン（銅仮面、犬鼻クン介）
- まんが日本絵巻（藤原時平）
- 若草のシャルロット（カウボーイB）

1978年
- 宇宙戦艦ヤマト2（副官）
- 宇宙魔神ダイケンゴー（参謀A）
- ペリーヌ物語
- 星の王子さま プチ・プランス（市長、ジャン）
- 無敵超人ザンボット3（隊員鶴井）
- 無敵鋼人ダイターン3（黒衣の男）
- 野球狂の詩（1978年 - 1979年、記者(A)、掛布、見物の人B、スカウト、井上 他）
- ルパン三世（第2作）

1979年
- 赤毛のアン（ヴィリアム・ベル）
- 円卓の騎士物語 燃えろアーサー（1979年 - 1980年、使者、モートン、ガル、エバンス、小頭、侍従長、エレギ） - 2シリーズ
- 科学冒険隊タンサー5（航海師、学者、医者 他）
- 機動戦士ガンダム（1979年 - 1980年、パオロ・カシアス艦長、軍人A、ガイア、トクワン、バタシャム）
- サイボーグ009（第2作）（1979年 - 1980年、スッツ、隊長、マイティ、ダルトン）
- ドラえもん（テレビ朝日版第1期）
- トンデモネズミ大活躍（非常線の警官）
- 日本名作童話シリーズ 赤い鳥のこころ
- 花の子ルンルン
- まんが猿飛佐助（三好伊左入道 他）
- 野球狂の詩

1980年
- 宇宙戦士バルディオス（1980年 - 1981年、幹部A、大統領）
- スーキャット（スーの父親、虎渕）
- 釣りキチ三平（釣り人B）
- 鉄腕アトム (アニメ第2作)（隊員A）
- 伝説巨神イデオン（兵士、兵）
- トム・ソーヤーの冒険（ジェフの父）
- ベルサイユのばら
- 無敵ロボ トライダーG7（係員）
- 魔法少女ララベル（由利寅吉）
- 未来ロボ ダルタニアス（カマルの声）

1981年
- おはよう!スパンク
- 銀河旋風ブライガー（1981年 - 1982年、アルデバラン、ゾンビスボロンテ）
- 太陽の牙ダグラム（ラビン・カシム、ハンク曹長）
- 名犬ジョリィ（紳士）

1983年
- 装甲騎兵ボトムズ（1983年 - 1984年、オリヤ、ル・シャッコ）
- 野生のさけび

1987年
- シティーハンター（アーノルド）
- トランスフォーマー ザ☆ヘッドマスターズ（ナレーター、サウンドブラスター〈サウンドウェーブ〉）

1996年
- 逮捕しちゃうぞ（1996年 - 2008年、課長） - 4シリーズ+特別編1作品

1999年
- 週刊ストーリーランド（ナレーター）

2008年
- ケロロ軍曹（ナメンニャ捜査官）

### 劇場アニメ
- 機動戦士ガンダム（1981年、パオロ・カシアス艦長[2]）
- キャプテン（1981年、主審）
- ドキュメント 太陽の牙ダグラム（1983年、兵士）
- 黒い雨にうたれて（1984年、石岡昭三）
- バツ&テリー（1987年、安藤克美）
- 銀河英雄伝説 わが征くは星の大海（1988年、グリーンヒル大将[15]）
- 逮捕しちゃうぞ the MOVIE（1999年、課長）
- スキージャンプ・ペア Road to TORINO 2006（2006年、ナレーション）

### OVA
- 装甲騎兵ボトムズ ビッグバトル（1986年、ル・シャッコ[2]）
- 戦え!超ロボット生命体トランスフォーマー スクランブルシティ発動編（1986年、ナレーター、サウンドウェーブ）
- 銀河英雄伝説（1988年、グリーンヒル大将[2]）
- 冥王計画ゼオライマー（1988年、ナレーション、マサトの義父）
- 逮捕しちゃうぞ（1994年 - 1995年、課長[2]）
- 銀河英雄伝説外伝 千億の星、千億の光（1998年、グリーンヒル）
- 装甲騎兵ボトムズ 幻影篇（2010年、ル・シャッコ）

### ゲーム
1989年
- S.C.I.（ナレーション）

1992年
- 雀偵物語2 宇宙探偵ディバン出勤編（ナレーター）

1994年
- ウルトラセブン - 地球防衛作戦 -
- プリンス・オブ・ペルシャ2 日本語版（ナレーション）

1997年
- スーパーロボット大戦F（ガイア、ティニクェット・ゼゼーナン）
- ワールド・ネバーランド 〜オルルド王国物語〜（執事、シズニ）

1998年
- 機動戦士ガンダム ギレンの野望（パオロ・カシアス）
- スーパーロボット大戦F完結編（ガイア、ティニクェット・ゼゼーナン）

1999年
- スーパーロボット大戦コンプリートボックス（ガイア）

2000年
- アーマード・コア2（ストラング）
- EVE ZERO（平松竜弥）
- SDガンダム GGENERATION（2000年 - 2006年、ガイア） - 3作品
- 機動戦士ガンダム ZAKU打 タイピング一年戦争（ガイア）
- 機動戦士ガンダム ギレンの野望 ジオンの系譜（パオロ・カシアス）
- サンライズ英雄譚R（ル・シャッコ）
- スーパーロボット大戦α（ガイア）

2001年
- スーパーロボット大戦α for Dreamcast（ガイア）
- 逮捕しちゃうぞ（課長）

2002年
- 機動戦士ガンダム ギレンの野望 ジオン独立戦争記（パオロ・カシアス）

2004年
- 機動戦士ガンダム 戦士達の軌跡（バタシャム、スチュアート）
- スーパーロボット大戦GC（ガイア）

2005年
- VM JAPAN（ナレーター）

2006年
- 宇宙刑事魂（ナレーター）
- サモンナイト4（グルメじいさん）
- スーパーロボット大戦XO（ガイア）

2007年
- 装甲騎兵ボトムズ（ル・シャッコ）※PS2

2008年
- スーパーロボット大戦A PORTABLE（ガイア）

2012年
- 第2次スーパーロボット大戦Z 再世篇（ル・シャッコ）

2013年
- スーパーロボット大戦Operation Extend（ガイア、ル・シャッコ）

2014年
- 第3次スーパーロボット大戦Z 時獄篇 / 天獄篇（2014年 - 2015年、ル・シャッコ） - 2作品

2019年
- スーパーロボット大戦T（ル・シャッコ）

### 吹き替え

#### 映画
- アフリカ大空輸
- 宇宙戦争（隊員）
- 合衆国最後の日（アレクザンダー・B・フランクリン大佐〈シェーン・リマー〉）
- 禁じられた遊び
- 軍用列車 ※TBS版
- 殺人のはらわた（ハンツ〈ポール・コスロ〉）※TBS版（DVD収録）
- サイレント・ランニング（通信士3）
- ザ・ミッション 非情の掟（グァイ〈アンソニー・ウォン〉）
- 西部決闘史
- 追撃のバラード
- ファミリー・プロット ※TBS版
- ふたり（アラブ人③）※TBS版
- マッカーサー（ハリー・S・トルーマン〈エド・フランダース〉）※TBS版
- ミッドウェイ ※TBS版

#### ドラマ
- 刑事コジャック #98
- ジェシカおばさんの事件簿（スペンサー・ラングレー、ダニー・ブリッグス、ビル）
- 特捜班CI-5 #3

#### アニメ
- トランスフォーマーシリーズ
  - 戦え!超ロボット生命体トランスフォーマー（ナレーター[2]、サウンドウェーブ）
  - トランスフォーマー ザ・ムービー（ナレーター[16]、サウンドウェーブ[16]、クインテッサ2[16]）
  - 戦え!超ロボット生命体トランスフォーマー2010（ナレーター[17]、サウンドウェーブ[17]）
  - トランスフォーマー ザ・リバース（ナレーター[18]）
- ロボコップ THE ANIMATION（ナレーター）

### 特撮
1976年
- 宇宙鉄人キョーダイン（デスフラッシュの声〈初代〉）
- 忍者キャプター（オニビ〈声〉）

1978年
- スパイダーマン（ドクロ怪人の声）
- UFO大戦争 戦え! レッドタイガー（ギット指揮官の声）

1979年
- バトルフィーバーJ（ゴースト怪人の声、クラゲウニ怪人の声、ドクロキノコ怪人の声、ゴロンゴ怪人の声、大盗賊怪人の声）

1982年
- 宇宙刑事ギャバン（ナレーター）

1983年
- 宇宙刑事シャリバン（ナレーター）

1987年
- 超人機メタルダー（ナレーター）
- 劇場版超人機メタルダー（ナレーター）

1988年
- 仮面ライダーBLACK（ナレーター〈40話からの2代目〉）
- 仮面ライダーBLACK RX（ナレーター）

1990年
- 特警ウインスペクター（ナレーター）

2001年
- 時空警察ヴェッカー（ナレーター）

### テレビドラマ
- 赤い絆（1977年、TBS）
- 七人の刑事（1978年、TBS）
- 死刑台のロープウェイ 危険な家族（1979年）
- 太陽にほえろ! 第374話（1979年）
- お前の声がききたい（1983年、TBS）
- 迷宮課刑事おみやさん（1985年） - ナレーター
- 名無しの探偵3 愛の復讐（1987年） - アナウンサーの声
- 武蔵 MUSASHI（2003年） - 語り、第1回予告

### テレビ番組
- オレたちひょうきん族（ナレーション）
- 最後のロッカールーム（ナレーション）
- ダウンタウンのガキの使いやあらへんで!!（ナレーション）
- ダウンタウンのごっつええ感じ（ナレーション）
- 世界・ふしぎ発見!（1987年8月22日放送分ナレーション）
- ベストモータリング（御老公ドラテク特訓行脚ナレーション）
- スーパーJチャンネル（ナレーション）
- サンデースクランブル（ナレーション）
- 激録!交通警察24時（ナレーション）
- 峰竜太のホンの昼メシ前（ナレーション）
- 環境野郎Dチーム（ナレーション）
- 勇者のスタジアム・プロ野球好珍プレー（ナレーション、感動のシーンのみ）
- 新どっちの料理ショー（東野チーム）

### 映画
- セカンド・ラブ（1983年）

### 舞台
- 陰陽師（神奈川県鎌倉市「円覚寺」帰源院）
- ラフカディオ・ハーン（神奈川県鎌倉市「大仏」高徳院）
- 今昔物語ふぁんたじあ（長野県長野市「善光寺」本堂）
- 言霊　光太郎智恵子（東京都江東区「東京ビッグサイト」）

### CD・DVD・カセット・VHS
- 王朝春宵ロマンセ（藤原大納言）
- 陰陽師 弍ノ巻 二人語り「這う鬼」「白比丘尼」
- ストリートファイターII外伝 〜キャミィ・闘いの序曲〜（ナレーション）
- トランスフォーマー VSYセット 付属カセットドラマ 「グリムロックVSサウンドウェーブ」（サウンドウェーブ、ナレーター）
- 春を抱いていた（香藤洋一）
- ミカるんX ドラマCD 01・02（ナレーション）
- ドラマCD ワイルドアームズ アドバンスド3rd オリジナルドラマ（ウェルナー）
- 祟り ANOTHER ONE'S WORLD もうひとつの世界からの警告（ナレーション）
- 稲川淳二 恐怖の現場シリーズ（ナレーション）
- 戦記ドキュメントシリーズ（ナレーション）

### ラジオ番組
- きらめく風に乗って〜カゴメ・サウンド・ブランチ〜（TOKYO FM） - ディスクジョッキー

### ラジオドラマ
- NHK-FM アドベンチャーロード 摩天楼の身代金
- さらば宇宙戦艦ヤマト（1978年、オールナイトニッポン放送）

### CM
- アーマード・コア2（ナレーション）
- ONI V -隠忍を継ぐ者-（ナレーション）
- カルドセプト（ナレーション）
- シャイニング・フォースII 古えの封印（ナレーション）
- シャイニング・フォースIII（ナレーション）
- ストリートファイターII ムービー
- モービルオイル（ナレーション）
- タカトクトイス・未来戦略ゲーム ロボット大戦争（ナレーション）
- タカラ トランスフォーマーシリーズ玩具CM（ナレーション）
  - 戦え!超ロボット生命体トランスフォーマー
  - 戦え!超ロボット生命体トランスフォーマー2010
  - トランスフォーマー ザ☆ヘッドマスターズ
  - トランスフォーマー 超神マスターフォース
  - 戦え!超ロボット生命体 トランスフォーマーV
  - トランスフォーマーZ
  - トランスフォーマー リターン・オブ・コンボイ
  - 超ロボット生命体トランスフォーマー マイクロン伝説
  - トランスフォーマー
  - トランスフォーマー: リベンジ
  - トランスフォーマー Web限定玩具CM
- トランスフォーマー コンボイの謎（ナレーション）
- 東洋水産・仮面ライダーブラックヌードル（ナレーション）
- バンダイ
  - 特捜ロボ ジャンパーソン DXジェイガリバー（ナレーション）
  - 仮面ライダークウガ玩具CM（ナレーション）
- トヨタ・セルシオ（ナレーション）
- 資生堂（ナレーション）
- カゴメ（ナレーション）
- ブリヂストン（ナレーション）
- キリン（ナレーション）
- セイコー（ナレーション）
- NTT（ナレーション）
- キッコーマン（ナレーション）
- 日本IBM（ナレーション）
- コマツ（ナレーション）
- 東京ディズニーランド（ナレーション）
- ホンダ（ナレーション）
- ロッテ（ナレーション）
- 木曽路 飲食チェーン店CM（ナレーション）
- 日本たばこ・マイルドセブン・セレクト（ナレーション）
- スーパーメトロイド（ナレーション）
- ポピュラス（ナレーション）
- ムーンクレイドル（ナレーション）
- 東映ビデオ
  - 宇宙刑事シリーズDVD（ナレーション）
  - 東映特撮ヒーローTHE MOVIE-BOX（ナレーション）

### その他コンテンツ
- 黄金バット 紙芝居版（黄金バット、ナレーション）
- トランスフォーマーシリーズ
  - エキサイティング!!トランスフォーマー（ナレーション）
  - 戦え!超ロボット生命体トランスフォーマー 受注会用映像（ナレーション）
  - トランスフォーマー テレフォン（サウンドウェーブ、ナレーション）
  - トランスフォーマー 店頭用LDゲーム（ナレーション）
  - トランスフォーマー ザ☆ヘッドマスターズ パイロット版（ナレーション）

## 著書
- 言霊 光太郎智恵子（2004年、夢吽空、第一版）
- 言霊 智恵子光太郎（2004年、新風舎、2008年、文芸社）

### シリーズ一覧
1. ↑  『F』（2000年）、『F.I.F』（2001年）、『PORTABLE』（2006年）